# محي الدين منصور شاه سلطان قدح
بادوكا سري السلطان محي الدين منصور شاه بن السلطان رجال الدين محمد شاه (توفي في 4 يناير 1662) كان السلطان الرابع عشر لسلطنة قدح. كان عهده من 1652 إلى 1662. أسس عاصمته في كوتا سينا عام 1654. قبل السيادة السيامية وأرسل أول بونغا ماس في سبتمبر 1660.